# Biographisches Lexikon des Kaiserthums Oesterreich

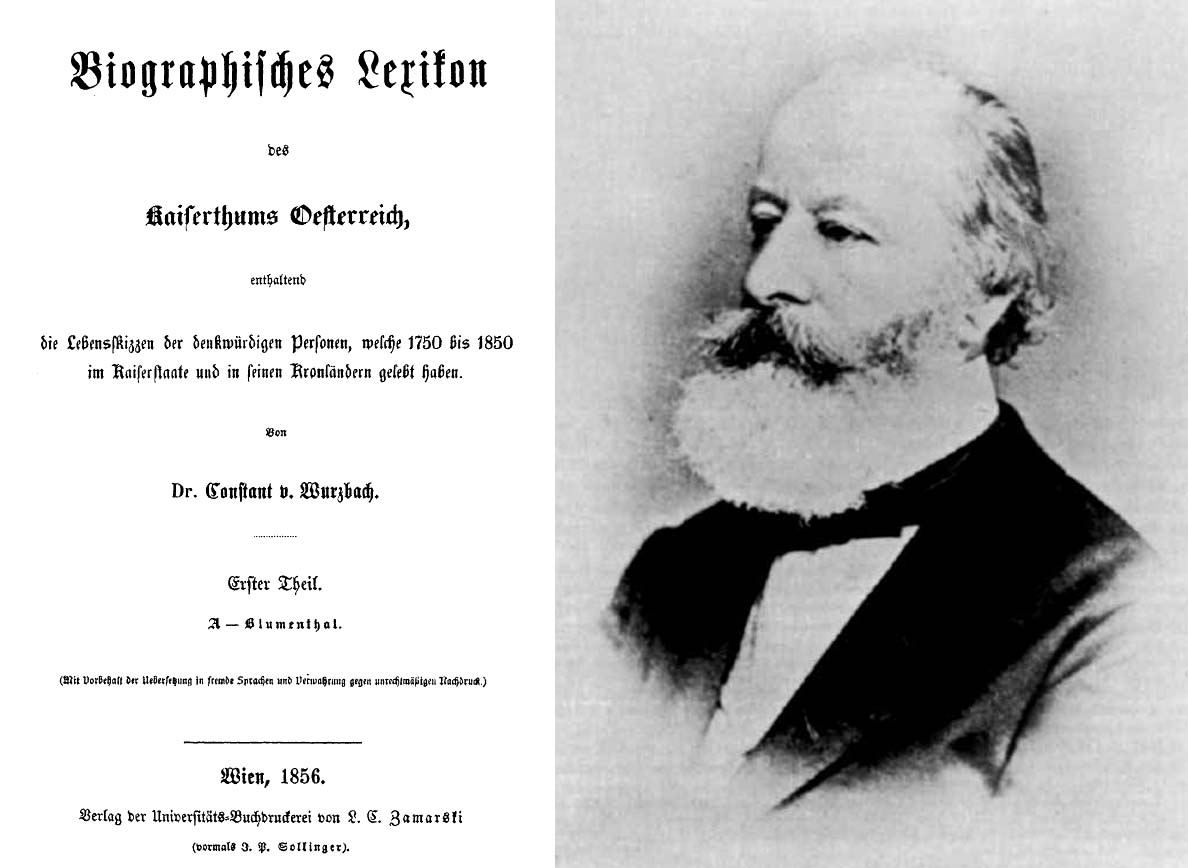
Page de garde du Biographisches Lexikon des Kaiserthums Österreich

Le Biographisches Lexikon des Kaiserthums Oesterreich (Dictionnaire biographique de l'empire d'Autriche) est un ouvrage comprenant 60 volumes de biographies autrichiennes qui a été écrit et publié entre 1856 et 1891 par Constantin von Wurzbach.

## L'ouvrage
Ouvrage d'une vie, ce travail de Constantin von Wurzbach Tannenberg contient 24 254 biographies de personnes mémorables qui sont nées entre 1750 et 1850 sur les terres de la couronne autrichienne ou qui y ont vécu ou y ont travaillé. Il est donc une somme unique de données biographiques concernant l'Empire des Habsbourg. Environ les deux tiers d'entre elles sont issues des données personnelles rassemblées par Wurzbach. Wurzbach était partisan de l'État unitaire de 1855 et a pris en compte jusqu'à la fin de son travail les pays qui n'appartenaient plus à la monarchie des Habsbourg. Une vaste bibliographie, des notes commentant les portraits, la transcription des inscriptions sur les monuments et les épitaphes, de nombreuses généalogies détaillées avec des tableaux développés et la reproduction des armes des membres de l'aristocratie sont présentes tout au long de l'œuvre. Le projet initial qui prévoyait six volumes, a été ensuite développé en douze volumes pour finalement être publié en 60 volumes en raison de l'abondante documentation. Chaque volume contient plusieurs index différents et détaillés. Malgré quelques lacunes, le « Wurzbach » a toujours sa place dans de nombreuses bibliothèques renommées en Allemagne et à l'étranger en tant qu'ouvrage biographique de référence, notamment parce que pour de nombreuses personnes qu'il contient, il n'existe pas d'éditions plus récentes et que son auteur a pu puiser dans des sources qui ne sont plus conservées ou accessibles aujourd'hui.

## Conclusions de l'auteur
Malgré la maladie et de nombreuses autres difficultés, les travaux sont finalement achevés le 3 juillet 1891. Jusqu'à présent, aucun individu n'a réussi à réaliser une œuvre comparable - malgré les progrès techniques imparables réalisés depuis lors. À la fin du 60e volume, Wurzbach a écrit le quatrain suivant :
« Gottlob, das große Werk ist nun zu Ende, »
« Es war daran, dass ich es nicht vollende – »
« Ich ganz allein schrieb diese sechzig Bände! »
« Lexikonmüde ruhen aus die Hände. »

## Vue d'ensemble de l'ouvrage
- Biographisches Lexikon des Kaiserthums Oesterreich par Austrian Literature Online= « alo »; 
  - ws alo  1. Teil (1856): A – Blumenthal
  - ws alo  2. Teil (1857): Bninski – Cordova
  - ws alo  3. Teil (1858): Coremans – Eger
  - ws alo  4. Teil (1858): Egervári – Füchs
  - ws alo  5. Teil (1859): Füger – Gsellhofer
  - ws alo  6. Teil (1860): Guadagni – Habsburg (Agnes – Ludwig)
  - ws alo  7. Teil (1861): Habsburg – Hartlieb
  - ws alo  8. Teil (1862): Hartmann – Heyser
  - ws alo  9. Teil (1863): Hibler – Hysel
  - ws alo   10. Teil (1863): Jablonowski – Karolina
  - ws alo   11. Teil (1864): Károlyi – Kiwisch und Nachträge
  - ws alo   12. Teil (1864): Klácel – Korzistka
  - ws alo   13. Teil (1865): Kosarek – Lagkner
  - ws alo   14. Teil (1865): Laicharding – Lenzi und Nachträge (II. Folge)
  - ws alo   15. Teil (1866): Leon – Lomeni
  - ws alo   16. Teil (1867): Londonia – Marlow
  - ws alo   17. Teil (1867): Maroevic – Meszlény
  - ws alo   18. Teil (1868): Metastasio – Molitor
  - ws alo   19. Teil (1868): Moll – Mysliveczek
  - ws alo   20. Teil (1869): Nabielak – Odelga
  - ws alo   21. Teil (1870): O'Donell – Perényi
  - ws alo   22. Teil (1870): Pergen – Podhradszky und Nachträge (III. Folge)
  - ws alo   23. Teil (1872): Podlaha – Prokesch
  - ws alo   24. Teil (1872): Prokop – Raschdorf
  - ws alo   25. Teil (1868): Rasner – Rhederer
  - ws alo   26. Teil (1874): Rhedey – Rosenauer und Nachträge (VI. Folge)
  - ws alo   27. Teil (1874): Rosenberg – Rzikowsky
  - ws alo   28. Teil (1874): Saal – Sawiczewski und Nachträge (VII. Folge)
  - ws alo   29. Teil (1875): Sax – Schimpf
  - ws alo   30. Teil (1875): Schindler – Schmuzer
  - ws alo   31. Teil (1876): Schnabel – Schröter
  - ws alo   32. Teil (1876): Schrötter – Schwicker
  - ws alo   33. Teil (1877): Schwarzenberg – Seidl
  - ws alo   34. Teil (1879): Seidl – Sina
  - ws alo   35. Teil (1877): Sinacher – Sonnenthal
  - ws alo   36. Teil (1878): Sonnklar – Stadelmann
  - ws alo   37. Teil (1878): Stadion – Stegmayer
  - ws alo   38. Teil (1879): Stehlik – Stietka
  - ws alo   39. Teil (1879): Stifft – Streel
  - ws alo   40. Teil (1880): Streeruwitz – Suszycki
  - ws alo   41. Teil (1880): Susil – Szeder
  - ws alo   42. Teil (1880): Szedler – Taaffe
  - ws alo   43. Teil (1881): Tabacchi – Terklau
  - ws alo   44. Teil (1882): Terlago – Thürmer
  - ws alo   45. Teil (1882): Thugut – Török
  - ws alo   46. Teil (1882): Toffoli – Traubenburg
  - ws alo   47. Teil (1883): Traubenfeld – Trzeschtik
  - ws alo   48. Teil (1883): Trzetrzewinsky – Ullepitsch
  - ws alo   49. Teil (1884): Ullik – Vassimon
  - ws alo   50. Teil (1884): Vastag – Villani
  - ws alo   51. Teil (1885): Villata – Vrbna
  - ws alo   52. Teil (1885): Vrčevic – Wallner
  - ws alo   53. Teil (1886): Wallnöfer – Weigelsperg
  - ws alo   54. Teil (1886): Weil – Weninger
  - ws alo   55. Teil (1887): Weninger – Wied
  - ws alo   56. Teil (1888): Wiedemann – Windisch
  - ws alo   57. Teil (1889): Windisch-Grätz – Wolf
  - ws alo   58. Teil (1889): Wolf – Wurmbrand
  - ws alo   59. Teil (1890): Wurmser – Zhuber
  - ws alo   60. Teil (1891): Zichy – Zyka